# チャビ・トゥクール
チャビ・トゥクール（chabi tucur）とはマヤ神話「ポポル・ヴフ 」に登場するシバルバーの使者アフポップ・アチフの一羽。チャビが矢、トゥクールがミミズクを意味する。矢のように素早い。カキシュ・トゥクール、フラカン・トゥクール、ホロム・トゥクールとともにアフポップ・アチフを構成する。